# Інкіжеков Сергій Юхимович
Сергі́й Юхи́мович Інкіжеков (нар. 29 (16) червня 1908, улус Сайгачі Єнісейської губернії, тепер Усть-Абаканського району, Хакасія, Російська Федерація — ?, Російська Федерація) — радянський діяч, голова виконавчого комітету Хакаської обласної ради депутатів трудящих. Депутат Верховної Ради СРСР 1—2-го скликань.

## Біографія
Народився в бідній селянській родині. У 1919—1920 роках навчався в початковій школі.
У 1920 році помер батько і Сергій Інкіжеков найнявся пастухом до заможних боградських і усть-єрбинських селян в Єнісейській губернії. З 1922 по 1924 рік наймитував у заможного селянина Фокіна в селі Беллик Новоселовського району. З 1924 по 1927 рік наймитував у заможного селянина Чаркова в улусі Саркуль Хакаського національного округу.
З 1927 року працював у товаристві спільного обробітку землі «Ах-хай-чази» улусу Сайгачі. У 1928 році вибраний членом сільської ради улусу Сайгачі.
У 1929 році закінчив семимісячні курси кооперативних робітників. У 1929 році вступив до комсомолу.
З 1929 року — голова Усть-Єсинської сільської споживчої кооперації Хакаського національного округу, інструктор Усть-Абаканської районної спілки споживчих товариств, інструктор Хакаської обласної спілки споживчих товариств, інструктор відділу національних меншостей Західно-Сибірської крайової спілки споживчих товариств. У 1930 році був організатором колгоспу «Хоних-чубе» Верхньотейської сільської ради Хакаської автономної області.
Член ВКП(б) з 1931 року.
У 1931—1933 роках — інструктор Усть-Абаканського районного комітету ВКП(б) Хакаської автономної області.
У 1933—1934 роках — голова колгоспів «Чахси-хоних» та «Ударник» Усть-Абаканського району.
У 1934—1937 роках — заступник завідувача Хакаського обласного земельного відділу.
У жовтні 1937 — січні 1939 року — голова виконавчого комітету Хакаської обласної ради депутатів трудящих.
У 1940—1941 роках — студент Абаканського зооветеринарного технікуму Хакаської автономної області.
У 1941—1943 роках — завідувач Хакаського обласного відділу місцевої промисловості.
У 1943—1945 роках — заступник секретаря Хакаського обласного комітету ВКП(б) з торгівлі і громадського харчування.
З травня 1945 року — 1-й секретар Таштипського районного комітету ВКП(б) Хакаської автономної області.
У 1950—1953 роках — начальник Хакаського обласного управління сільського господарства.
У 1953—1956 роках — голова виконавчого комітету Аскизької районної ради Хакаської автономної області.
Потім — на пенсії.

## Нагороди
- орден «Знак Пошани»
- медаль «За доблесну працю у Великій Вітчизняній війні 1941—1945 рр.»
- медалі